# ГЕС-ГАЕС Етцельверк
ГЕС-ГАЕС Етцельверк (нім. Etzelwerk) — гідроелектростанція у центральній частині Швейцарії неподалік від південного узбережжя Цюрихського озера. Споруджена на річці Зіль (через Ліммат та Ааре належить до басейну Рейну), яка дренує північний схил швейцарських Альп.
Водосховище станції площею поверхні 11 км2 та об'ємом 96,5 млн м3 (корисним об'ємом до 92 млн м3) створене за допомогою бетонної гравітаційної греблі висотою 33 метри та довжиною 127 метрів, яка потребувала 28 тис. м3 матеріалу. Крім того, в північній частині сховища існує допоміжна земляна гребля із глиняним ядром висотою 17 метрів та довжиною 191 метр, на спорудження якої пішло 64 тис. м3 матеріалу. Нарешті, зі сходу Зільзе зведена земляна дамба довжиною 800 метрів.
Від греблі до машинного залу веде дериваційний тунель довжиною 2,9 км, який після вирівнювального вузла із двох камер (верхньої та нижньої, з'єднаних вертикальною шахтою висотою 38 метрів), переходить у два напірних водогони довжиною по 2,2 км зі змінним діаметром від 2, до 1,8 метра. Така схема забезпечує максимальний напір до 483,3 метра.
Машинний зал станції первісно був обладнаний шістьма турбінами типу Пелтон потужністю по 16 МВт, три з яких працювали на однофазні генератори, виробляючи струм для одного із співвласників — залізничній компанії SBB. В 1973 році до них додали турбіну такого ж типу потужністю 44 МВт, яка так само працювала на залізницю. А на початку 1990-х, після того, як SBB викупила частку партнера та стала одноосібним власником, всі гідроагрегати обладнали однофазними генераторами.
Відпрацьована вода відводиться до Цюрихського озера. У 1947 році станції надали можливість виконувати функцію гідроакумуляції, доповнивши два гідроагрегати насосами потужністю 14 та 18 МВт. При введенні сьомого агрегату він одразу був укомплектований насосом потужністю 22 МВт.
Зв'язок з енергосистемою відбувається через ЛЕП, що працює під напругою 132 кВ.